# Damian Bellón
Damian Bellón (* 28. August 1989 in St. Gallen) ist ein ehemaliger Schweizer Fussballspieler und jetziger -trainer.

## Karriere

### Spieler
Damian Bellón wurde beim FC St. Gallen ausgebildet und wechselte mit knapp 17 Jahren in das Reserveteam von Aston Villa. Im Juli 2008 ging er zum FC Vaduz. Bereits in der Saison 2008/09 wurde er zu einem wichtigen Spieler des Teams und erhielt viele Einsätze. Er lief in 59 Ligaspielen für Vaduz auf, allerdings ohne ein Tor zu erzielen. Nach der Saison 2010/11 wurde sein Vertrag nicht verlängert.

### Trainer
Anfang 2020 übernahm er das Traineramt beim thailändischen Zweitligaaufsteiger Ranong United FC in Ranong. Hier stand er bis Saisonende 2020/21 unter Vertrag. Im Mai 2021 unterschrieb er einen Vertrag beim Ligakonkurrenten Customs Ladkrabang United FC in Bangkok. Ende November 2021 wurde der Vertrag aufgelöst. Anfang Dezember 2021 verpflichtete ihn der Drittligist Phitsanulok FC. Mit dem Verein aus Phitsanulok wurde er Vizemeister der Northern Region. Bei Phitsanulok stand er bis Mitte Februar 2022 an der Seitenlinie. Ende August 2022 übernahm er das Traineramt beim thailändischen Drittligisten Samut Songkhram FC. Bei dem Verein aus Samut Songkhram, der in der Western Region spoielte, stand er bis Anfang Dezember 2022 unter Vertrag. Am 1. Februar 2023 unterschrieb er einen Vertrag bis Saisonende 2022/23 bei dem in der Southern Region spielenden Drittligisten Young Singh Hatyai United. Die Saison 2023/24 stand er beim Drittligisten Pattani FC unter Vertrag. Mit dem Verein spielte er in der Southern Region.

## Erfolge

### Spieler
FC Vaduz
- Liechtensteiner Cup: 2009, 2010, 2011

## Privates
Damian Bellón ist der Zwillingsbruder von Yagó Bellón.